# アイドル事変
『アイドル事変』（アイドルじへん）は、MAGES.による日本のメディアミックスプロジェクト。47都道府県を代表するアイドル議員による選挙バトル作品。
当初は2014年秋配信予定のソーシャルゲームとして発表されていたが同年8月に延期が発表され、その後1年以上続報のない状態となっていたが、2015年夏に「リブート」と称し企画が再始動した。リブート後はストーリーや登場人物といった作品諸設定や一部キャスティングが発表当初のものから変更がなされており、それに伴い公式Twitterではリブート以前の呟きを全て消去している。

## 登場人物
※ アニメで声が付いたキャラクターには、声優名の横に（A）と記載。また一部のアイドル議員の声は、それぞれが代表している地域と同じ出身地の声優が担当している。

### ヒロイン党
星菜 夏月（ほしな なつき）
声 - 八島さらら / デザイン - Tiv
肩書「すくすく育ったおこめっこ」
マニフェスト・公約「みんなの心をむすびたい！」
新潟県代表のアイドル議員。16歳。みんなを笑顔にすることがポリシー。
アイドル議員志望の少女。アニメでは新潟の補欠選挙の候補者を探していた幸恵にスカウトされた。困っている人を見ると助けずにはいられない性格で、楼凱党のどんな妨害にもめげず、前向きに活動する明るさと行動力を持ち、その姿勢は他のアイドル議員や対立していた楼凱党議員にも影響を与えていく。新潟の米を使ったおにぎりが好物でよく食べている。
鬼丸 靜（おにまる しずか）
声 - 渕上舞 / デザイン - CUTEG
肩書「博多に舞う靜御前」
マニフェスト・公約「不正をただす鬼になる！」
福岡県代表のアイドル議員。16歳。
ヒロイン党の看板アイドル議員。人気・実力は折り紙つきで、夏月の憧れの存在。自分にも他人にも厳しく、アイドル議員としての努力に妥協を許さない。その真剣さゆえに、他人と衝突してしまうこともしばしば。
クールで大人びているが、ファザコン気質も持ち合わせている。父親からはアイドル議員を辞めて後継者になるよう迫られていたが、新潟のスタジアム建設問題を経て和解した。
元は賛来党に所属していたが、その性格故に他のアイドルたちを次々と追い詰めて言ったため、自ら離党した経緯がある。当初は賛来党のアイドル議員達からも快く思われていなかったが、三谷村のごみ問題を解決した事で関係は修復されつつある。
近堂 幸恵（こんどう さちえ）
声 - 上田麗奈 / デザイン - CUTEG
肩書「富山のナイチンゲール」
マニフェスト・公約「愛で日本を診察します♪」
富山県代表のアイドル議員。現役アイドル議員としては最年長の23歳。
ヒロイン党党首。ほんわかとした雰囲気で、夏月や靜を優しく見守っている。常にニコニコしていて捉え所がないが、政治家らしいキレ者の一面もある。アニメでは新潟で夏月をスカウトした人物でもあり、彼女の素質を誰よりも早く見い出し、靜とのデュオを組ませようとする。

### 賛来党
不動 瑞希（ふどう みずき）
声 - Lynn / デザイン - Tiv
肩書「パーフェクトアイドル」
マニフェスト・公約「アイドルが日本を救うのです！」
東京都代表のアイドル議員。19歳。
賛来党党首。歌、ダンス、ファッションモデル、女優業などあらゆる方面に才能を発揮している。クールさと大人の余裕を感じさせる振る舞いに、アイドル議員たちの中にも信奉者は多い。過去に賛来党に所属していた鬼丸靜の才能を買っており、特に目をかけていた。
当初は党の活動をちなつらに任せていたが、Cherry７との勝負の際に静の依頼で党に合流した。
竜石堂 ちなつ（りゅうせきどう ちなつ）
声 - ブリドカットセーラ恵美 / デザイン - 空中幼彩
肩書「頑固なあいづっこ」
マニフェスト・公約「「ならぬ」と言える政治を！」
福島県代表のアイドル議員。18歳。
賛来党のナンバー２。こうと決めたら絶対に曲げない頑固で一途な性格。気の強さで各所から恐れられているが、情に厚く面倒見がいいため党の新人議員たちからは慕われている。党首の不動瑞希に心酔しており、瑞希に敵対する者がいれば、なにがなんでも排除しようとする。
離党した静のことは「裏切り者」と快く思っていなかったが、故郷の三谷村のごみ問題を経て徐々に彼女を認めるようになる。
猫平 小夜（ねこひら さよ）
声 - 照井春佳 / デザイン - Tiv
肩書「イーハトーヴの本の守り手」
マニフェスト・公約「表現の自由を守ります」
岩手県代表のアイドル議員。17歳。
内気だが感受性豊かなメガネっ子。幼いころから図書館に通い詰めている典型的な文学少女で、特に同郷の作家・宮沢賢治のマニアである。アイドル議員として文学の世界を守るため、昨今の表現規制問題に関心が強い。ユニット“A.I.S”を組む新城小夏、木谷るるとは親友。
新城 小夏（しんじょう こなつ）
声 - 藏合紗恵子 / デザイン - Tiv
肩書「和製ホームズ」
マニフェスト・公約「政治の闇を解き明かそう！」
愛知県代表のアイドル議員。17歳。
「和製ホームズ」を名乗る探偵マニアのアイドル議員。好奇心と行動力は人一倍で、事件と聞けばすぐに首を突っ込みたがる。推理を披露する様子は知的に見えるが、その内容は突っ込みどころが多く空回りばかり。それでもめげず、いつか世界をまたにかけて活躍する探偵アイドルになる日を夢見ている。
木谷 るる（きたに るる）
声 - 明坂聡美（A） / デザイン - 空中幼彩
肩書「歌って踊れる座敷わらし」
マニフェスト・公約「毎週、月曜日は国民の休日にします」
埼玉県代表のアイドル議員。15歳。
いつも寝てばかりいる無気力系アイドル議員。とにかくマイペースで図太く、よれよれの服やボサボサの髪型などとてもアイドル議員には見えないファッションや態度をしている。しかし持ち前の強運と癒される言動から、賛来党の座敷わらし、幸運のマスコット役として愛されている。
保崎 悦子（ほさき えつこ）
デザイン - 蜜桃まむ
肩書「草津の観光大使」
マニフェスト・公約「日本よいとこ一度はおいで♪」
群馬県代表のアイドル議員。
西園寺 エレアノール（さいおんじ えれあのーる）
声 - 雨宮天 / デザイン - CUTEG
肩書「摩天楼のオアシス」
マニフェスト・公約「平和な世界私が導きます」
東京都代表のアイドル議員。
一花 ひまわり（いっか ひまわり）
声 - 洲崎綾 / デザイン - もっつん*
肩書「天下御免のお祭りムスメ」
マニフェスト・公約「ぴーひゃらら！祭りで日本を元気に」
石川県代表のアイドル議員。
日沖 羽美（ひおき うみ）
デザイン - 蜜桃まむ
肩書「キューティ海女ちゃん」
マニフェスト・公約「自然の恵みを大切に！」
三重県代表のアイドル議員。
青笹 りりか（あおざさ りりか）
デザイン - 空中幼彩
肩書「神話の国の小悪魔少女」
マニフェスト・公約「もっと若者に自由を！」
島根県代表のアイドル議員。
清遠 乙女（きよとお おとめ）
声 - 冨岡美沙子 / デザイン - もっつん*
肩書「はちきんの乙女ねえやん」
マニフェスト・公約「じゃぶじゃぶ日本を洗濯するきね」
高知県代表のアイドル議員。
夢乃 姫奈（ゆめの ひめな）
声 - 辻あゆみ / デザイン - 蜜桃まむ
肩書「みかん星のラブリー☆プリンセス」
マニフェスト・公約「日本はみかん星が支配します♥」
愛媛県代表のアイドル議員。
鹿子木 鈴（かのこぎ りん）
声 - 大亀あすか / デザイン - CUTEG
肩書「正義に燃える肥後もっこす」
マニフェスト・公約「ぼくが日本を正しく導く」
熊本県代表のアイドル議員。
赤峰 こはる（あかみね こはる）
声 - 種﨑敦美 / デザイン - 空中幼彩
肩書「『あかねこ』コンピューター」
マニフェスト・公約「私のデータ政治に不可能はないです！」
大分県代表のアイドル議員。

### スターライ党
飯塚 桜子（いいづか さくらこ）
声 - 久保ユリカ / デザイン - みことあけみ
肩書「古都の姫君」
マニフェスト・公約「日本のために私は立ち上がります！」
奈良県代表のアイドル議員。18歳。
スターライ党党首。名家の箱入り娘で、庶民とは少々ズレた金銭感覚を持つ（アニメでは神社で賽銭代わりに札束を出していた）。お金の使いすぎで呆れられることも多いが、誰に対しても分け隔てなく接する大らかさと、人をどこまでも信じられる純粋さから、みんなに慕われている。持ち前の行動力と深い愛情で、日本を変えられると信じ活動する。
鳴神 五十鈴（なるかみ いすず）
声 - 安済知佳（A） / デザイン - CUTEG
肩書「日本最後のやまとなでしこ」
マニフェスト・公約「古きを温ねて新しい日本へ」
和歌山県代表のアイドル議員。20歳。
旧家の出身で幼いころから厳しくしつけられた、古風な大和撫子。女性としての振る舞いにうるさく、党首の桜子の奔放さをよく窘めている。美しい言葉遣いと楚々とした和装にポリシーがあるため、ミニスカートで激しく歌って踊るライブに苦手意識がある。
綾井 しらゆき（あらい しらゆき）
声 - 木戸衣吹（A） / デザイン - CUTEG
肩書「うどんみたいに真っ白しらゆき」
マニフェスト・公約「国民の生活潤します」
香川県代表のアイドル議員。16歳。
有名なうどん屋の娘。うどん好きという以外は何を考えているのかわからない掴み所のない性格。いつも水不足に悩んでいる故郷の香川県を公共事業で助けるためにアイドル議員になった。うどんのような白い肌と、ダシの効いた味のあるダンスが売り。
鳳京 奏（ほうきょう かなで）
声 - 荒川美穂 / デザイン - CUTEG
肩書「歴史に学ぶ伊達女」
マニフェスト・公約「政宗公の遺志を継ぎ天下統一の悲願をなす！」
宮城県代表のアイドル議員。
村瀬 優（むらせ ゆう）
声 - 小松未可子 / デザイン - CUTEG
肩書「日本一のビッグアイドル」
マニフェスト・公約「日本のみんな、この胸に飛び込んでおいで」
山梨県代表のアイドル議員。
若代 真菜（わかしろ まな）
声 - 鳴瀬まみ / デザイン - みことあけみ
肩書「琵琶湖のだらだら人魚」
マニフェスト・公約「人生、急がば回れ果報は寝て待つよ！」
滋賀県代表のアイドル議員。
門永 千晶（かどなが ちあき）
声 - 小日向茜 / デザイン - CUTEG
肩書「鳥取砂丘を照らす太陽」
マニフェスト・公約「この国に大きな声を届けるっちゃ！」
鳥取県代表のアイドル議員。
雪ノ下 椿（ゆきのした つばき）
声 - 佐土原かおり / デザイン - みことあけみ
肩書「岡山のスイーツ女子」
マニフェスト・公約「和菓子で心を和やかに」
岡山県代表のアイドル議員。
興梠 美琴（こうろぎ みこと）
声 - 宝木久美 / デザイン - みことあけみ
肩書「天照らす宮崎の巫女」
マニフェスト・公約「和の未来をあまねく照らします」
宮崎県代表のアイドル議員。

### 美少女党
- ユニット「ハニートラップ」（桃井梅、五十鈴川桜、北仲日和、知花モニカ）

桃井 梅（ももい うめ）
声 - 仲谷明香 / デザイン - Tiv
肩書「湘南のビッグウェーブ」
マニフェスト・公約「政治の荒波乗り切るよ！」
神奈川県代表のアイドル議員。16歳。
美少女党党首。ざっくばらんな言動のギャルだが、律儀で情に厚い。サーフィンを愛し、忙しい仕事の合間に、たびたび海へと繰り出している（アニメ版では陸上でもサーフボードに乗れる）。そのため、海洋汚染などの環境問題に積極的に取り組む。なお自分の｢梅｣という名前を気に入っておらず、他人には苗字で呼ばせる。
五十鈴川 桜（いすずがわ さくら）
声 - 長嶋はるか / デザイン - もっつん*
肩書「甘くて酸っぱいもぎたてチェリー」
マニフェスト・公約「とりまエコは大事ってことで！」
山形県代表のアイドル議員。16歳。
大量のアクセサリーで身を固めたギャル。ファッションに拘りがあり、オシャレのためなら真冬でもミニスカートに拘る。ぶっきらぼうな口調だが、誰とでもすぐ友達感覚で話せる社交性を持つ。そのため、海洋汚染などの環境問題に積極的に取り組む。郷土愛も強く、山形名物のさくらんぼや芋煮をこよなく愛す。
北仲 日和（きたなか ひより）
声 - 小岩井ことり / デザイン - CUTEG
肩書「古都の癒やしの風」
マニフェスト・公約「清く美しい日本文化を守ります」
京都府代表のアイドル議員。19歳。
おっとりした癒し系女子。怒ることはなく、いつもニコニコしているが、何かする度に服が脱げたり、ラッキースケベな体勢になったりする。そんな性質に加え方向音痴でよく迷子になる。
知花 モニカ（ちばな モニカ）
声 - 井澤詩織 / デザイン - CUTEG
肩書「うちなー育ちのセクシーサー」
マニフェスト・公約「ちばりよー！日本！」
沖縄県代表のアイドル議員。18歳。
アメリカ人の父と日本人の母のハーフ。沖縄育ちらしいのんびり屋で、待ち合わせにはしばしば遅刻する。日本人離れしたボディによる激しいスキンシップで、後輩たちはタジタジになっている。党内のもめごとを「なんくるないさー」と笑顔で収める役だ。
三宅 雪乃（みやけ ゆきの）
声 - 礒部花凜 / デザイン - CUTEG
肩書「心は錦のビンボー女神」
マニフェスト・公約「お財布よりも心を豊かに！」
岐阜県代表のアイドル議員。
澤田 ひかる（さわだ ひかる）
声 - 藤田茜 / デザイン - CUTEG
肩書「清水のダイナモガール」
マニフェスト・公約「社会問題に弾丸シュート！！」
静岡県代表のアイドル議員

### わかば党
- ユニット「カーバンクル」（天羽くるは、清水由奈、雨宮唯奈）

天羽 くるは（あもう くるは）
声 - 吉田有里 / デザイン - CUTEG
肩書「くるはの魅力にくるくるはまる〜」
マニフェスト・公約「ニコニコの国を約束するじょ！」
徳島県代表のアイドル議員。アイドル議員としては最年少の13歳。
わかば党党首。常に「あわあわ」している小動物の様な印象をしている。子供の視点を武器に、教育問題や待機児童問題に力を入れている。元はアニメをきっかけにアイドル議員になった過去があり、大好きなアニメヒーロー＆ヒロインのように、人々を元気にしたいと思っている。
清水 由奈（しみず ゆな）
声 - 芹澤優 / デザイン - 蜜桃まむ
肩書「避暑地の愛天使」
マニフェスト・公約「この国を好きになってくれますように」
長野県代表のアイドル議員。13歳。
元・天才子役で、アイドル議員の中でも長い芸歴を持つ。優雅なお嬢様風だが、実家が事業に失敗したため貧乏生活を送っている。女優として芸の幅を広げつつ、家族を養っていくためにアイドル議員の道に進んだ。表向きは可愛く猫をかぶっているが、身内にはわがままな女王様気質。
雨宮 唯奈（あまみや ゆいな）
声 - 近藤唯 / デザイン - 蜜桃まむ
肩書「姫ロリエンジェル」
マニフェスト・公約「栃木にお洒落な街を！」
栃木県代表のアイドル議員。13歳。
キュートなロリータ衣装に身を包んだ妹系アイドル議員。東京、特に原宿に憧れを抱き、栃木にも原宿のようなオシャレな街を作るのが夢。内気で人見知りするが、本当は寂しがり屋で甘えん坊。ユニット“カーバンクル”を組む同党のくるはや由奈とは親友。
平沢 みゆ（ひらさわ みゆ）
声 - 野水伊織 / デザイン - CUTEG
肩書「純真無垢な魔法少女」
マニフェスト・公約「魔女っ子みゆが悪いひとをやっつけます！」
北海道代表のアイドル議員。
加賀谷 しおん（かがや しおん）
声 - 古谷静佳 / デザイン - 空中幼彩
肩書「秋田のミニなまはげ」
マニフェスト・公約「わるいおとなはおしりペンペンするや！」
秋田県代表のアイドル議員。
堤下 亜子（つつみした あこ）
声 - 佳村はるか / デザイン - CUTEG
肩書「浪速の純真」
マニフェスト・公約「学校の給食をもっと豪華に！」
大阪府代表のアイドル議員。

### サブカル新党
- ユニット「ミカリナ」（小水流ミカ、光武リイナ）

小水流 ミカ（こずる みか）
声 - 赤﨑千夏 / デザイン - Tiv
肩書「夢は一番星！コズミックガール」
マニフェスト・公約「みんなのコズミックな夢を応援します!」
鹿児島県代表のアイドル議員。17歳。
サブカル新党党首。好奇心にあふれたロマンチスト。両親が宇宙開発の仕事に就いていた影響で、宇宙オタクになった。極度の高所恐怖症のため、宇宙飛行士になる夢を諦めてアイドル議員の道に。普段は内気だが、宇宙のことをしゃべり出すと興奮して止まらなくなる。
アニメ版では国会議事堂の展望室を一般開放しての天体観測を提案したが、周囲からの反発で一度は気落ちするも、伊藤博文、大隈重信、板垣退助らの銅像（幽霊）に励まされたことで積極的に自分の意思を表現するようになる。
光武 リイナ（みつたけ りいな）
声 - 東山奈央 / デザイン - みことあけみ
肩書「アイドル道を追求する武士ドル」
マニフェスト・公約「日々これ精進いざ参る！」
佐賀県代表のアイドル議員。16歳。
武士道で現代日本を牽引したいと考える“武士ドル”。話し方からファッションまで、武士を意識して時代がかっている。サムライらしく我慢強く義理固い性格で、党首のミカに忠義を尽くす。アニメ版では本物の日本刀を所持している。
安田 和奈（やすだ かずな）
声 - 桜川めぐ / デザイン - もっつん*
肩書「戦い続けるアイドル軍曹」
マニフェスト・公約「国民たちよ、背中はあずけたぞ！」
茨城県代表のアイドル議員。
亀ヶ谷 初（かめがや はつ）
声 - 日高里菜 / デザイン - CUTEG
肩書「激レアアイドル」
マニフェスト・公約「誰でもログインできる社会に！」
千葉県代表のアイドル議員。
七瀬 美沙（ななせ みさ）
声 - 原田ひとみ / デザイン - 蜜桃まむ
肩書「山口の業火、煉獄の魔術師（自称）」
マニフェスト・公約「日本を緋色に染め上げます」
山口県代表のアイドル議員。

### SOS党
闇†林檎様（やみ りんごさま）
声 - 山本希望 / デザイン - CUTEG
肩書「青き森の禁断の果実」
マニフェスト・公約「迷える子羊たちに闇の福音を！」
青森県代表のアイドル議員。15歳。
音楽に強いSOS党党首で、ヴィジュアル系の楽曲とパフォーマンスが得意。りんご農家に育った純朴な子だったが、ある時、中二病を発症しゴスロリ化し、独特の高貴で高飛車なキャラを作り上げ、わが道を突き進むようになった。それでも家族への愛着は強く、アイドル議員として農業が抱える問題に取り組んでいる。
金月 アイナ（きんげつ あいな）
声 - 西明日香 / デザイン - 蜜桃まむ
肩書「和洋折衷不思議系アイドル」
マニフェスト・公約「クールジャパンするです！」
兵庫県代表のアイドル議員。
フィンランド生まれの陽気なハーフアイドル。アニメ、コスプレを愛し、将来はアイドル声優か魔法少女になりたいと本気で思っている。母国語をほぼ忘れており、日本語も若干カタコト。アニソンが得意分野だが、北欧メタルもハードに歌いこなせる。アニメでは国会議事堂内の幽霊退治の際に所持していたお札を使うも、退治するどころか増えてしまった。
愛場 純（あいば じゅん）
声 - 早乃香織 / デザイン - Tiv
肩書「日本海の荒波パンク」
マニフェスト・公約「愛とロックで世界を変える！」
福井県代表のアイドル議員。
大垣 秋子（おおがき あきこ）
デザイン - もっつん*
肩書「加速するメタリック・フェアリー」
マニフェスト・公約「ヘビメタが日本を救うぜええええい！」
広島県代表のアイドル議員。
小佐々 ヴィラマイン（こささ ゔぃらまいん）
声 - 古木のぞみ / デザイン - 蜜桃まむ
肩書「長崎の聖女」
マニフェスト・公約「あなたのため日本のために祈ります」
長崎県代表のアイドル議員。

### 楼凱党
政権与党。読みは「ろうがいとう」。非常に保守的な議員ばかりで、アイドル政党の存在を疎んじている。強引な政策が目立つが、大半の議員が至極最もな正論を主張している。
ただし、物語中でアイドル議員に感化されて、方針違いで離党し寝返る議員が多い。
桜庭 統一郎
声 - 石井康嗣
内閣総理大臣。アイドル議員の存在を疎んじており、様々な妨害工作を仕掛けてくる。しかし彼の主張（国会議員にパフォーマンスは不要、アイドル活動に熱中するあまり本来為すべき仕事を疎かにするようでは本末転倒）は至極最もな正論である。多くの楼凱党議員の離党を受け、自らCherry７の内4名を招集、「アイドル議員禁止法案」を提案、国民投票の末に可決させた。しかしアイドル議員たちのゲリラライブで法案を疑問視する意見が出始めたことで議会を解散し、総選挙を行うことになる。
アイドル議員を疎んじているものの、アイドル水着大会のツイッターで「よいね」を押す。エビローグのライブでは表情に出さないもののノリノリになっているという一面も見せている。
鷺宮
声 - 鈴木裕斗
楼凱党所属の議員で、夏月と同じ新潟の補欠選挙に立候補していた。当初は大音量の演説を行っていたが、夏月と静のライブに影響され、楼凱党を離党して無所属となり、まずは有権者に顔を覚えてもらおうとするようになり、自発的に駅前の清掃活動を行っている。
古里
声 - 大久保利洋
福島県三谷村出身の議員。各地から出るゴミを自分が代々受け継いできた土地に投棄させていたが、量が増えすぎて問題となり、同郷のアイドル議員であるちなつと対立していた。アイドル議員たちがゴミをアートとして利用した事で考えを変え、自ら離党した。その後はゴミのアートがネットで話題となった事でゴミ捨て場をモダンアートの美術館とすることで問題を解決した。
猫嶋
声 - 小松里歌
猫ノ島出身の女性議員。猫ノ島出身であるものの、幼少期から人間よりも良い生活を送る猫たちを見てきたことで猫嫌いとなり、マタタビなどを利用して島の猫を島外に移していたが、アイドル議員のライブに呼び寄せられるようにして猫たちが戻ってきたことで失敗に終わった。その後は離党し、猫ノ島の問題解決に取り組んでいる。ヘリコプターの操縦が出来る。
桂山
声 - 高瀬泰幸
大物議員を父に持つ所謂「二世議員」。カツラを着用している。アイドル議員と議会で揉めたことを根に持ち、秘書と組んでアイドル水着大会で様々な妨害工作を仕掛けてきたが、悉く失敗し、最後は離党した。その後は梅の秘書として活動している。
筧
声 - 横田紘一
桂山の秘書。桂山と組んで水着大会で様々な妨害工作を仕掛けた。司会も務めたが、ほぼ私欲剥き出しのアナウンスをしていた。
伽理亜（キャリア）
声 - 浜田賢二
保育園を閉鎖してビジネスセンター建設を推し進めていた。「女性は結婚したら家庭に入り子育てに専念するもの」という一昔前の考えを持っていたが、園児たちが閉園阻止のために起こした騒動の最中に蜂に刺された際に専門知識を持つ母親たちに助けられた事で考えを改め、ビジネスセンター建設計画を白紙にした。その後は閉鎖対象としていた保育園に保育士として転職している。なお、転職後は髪形を変えており、初登場時よりも印象が大きく異なる。
また作中で離党した議員の中では唯一アイドル議員のライブではなく一般人との交流で考えを改めた議員である。
猪名川
声 - 魚建
夏場になると現れてアイドル議員の活動に横槍を入れる議員。ミカが進めていた国会議事堂展望室の一般開放を阻止するために偽の幽霊騒動を仕組んでいたが、実際に幽霊は存在しており、歴史上の政治家との交流を経たミカの意見に感化され、彼女の方針を認める形となり、離党した。最終話でアイドル議員に感化された議員が搭乗する中、彼だけ登場していない。
大隈重信、伊藤博文、板垣退助
声 - 河本邦弘（大隈）、松本大（伊藤）
アニメに登場した国会議事堂内に展示されている歴代政治家の銅像。何故か深夜になるとひとりでに動き出す。楼凱党よりもアイドル議員推しという一面があるが、自分達のことを怖がらずに接してきたミカに対しては激動の時代を生きてきた経験から、的を得たアドバイスをしていた。
原 蔵人
声 - 岩崎ひろし
梶場
声 - 石上裕一
根黒田
声 - 藤吉浩二

### Cherry７
かつて総理の座に登り詰めた伝説のアイドル議員、三日月かぐらを支えた存在であり、今回の一件で夏月たちアイドル議員の前に立ちはだかった。なお、三日月かぐらの現役時代から既に20年以上経過しているにも関わらず、劇中に登場した4人は現代のアイドル議員と年齢差を感じさせない容姿をしている。
白神 沙希（しらが さき）
声 - 田村ゆかり
福岡県出身。伝説のアイドル議員ユニット“Cherry７”のリーダー格。和のテイストが持ち味で、優雅さが形になったようなパフォーマンスで観客を魅了する。いかなる時も冷静沈着で、ミスすることを知らない。
高崎 メイベル（たかさき めいべる）
声 - 植田佳奈
大阪府出身。金髪碧眼のハーフアイドル議員で、大剣を構えた姿は凛々しい女騎士のよう。思ったことをハッキリ言うため、天然の毒舌キャラである。その華麗なる女王様っぷりを信奉する男性ファンは後を絶たない。
泉沢 めぐ（いずみさわ めぐ）
声 - 丹下桜
愛知県出身。“Cherry７”の癒し担当。草木や動物たちを愛する優しくおっとりした性格で、押しの強いユニットメンバーたちの中では緩衝役となっていた。ただし頭はずばぬけて良く、笑顔で相手を自在にコントロールする抜け目ない一面も。
向井 かずみ（むかい かずみ）
声 - 豊口めぐみ
東京都出身。小道具のマシンガンがトレードマークの“Cherry７”メンバー。ボーイッシュな魅力で、かつては女性ファンの人気を独り占めしていた。気が強く勝負事には我先と参戦する、ユニットの切り込み隊長である。

### その他
鬼丸 圭吾
声 - 大川透
靜の父親で鬼丸建設社長。娘にアイドル議員を辞めて自分の後継者になることを願っていたが、新潟のスタジアム建設騒動を経て考えを改め、静の理解者となる。
神代桂
声 - 藤原祐規
ヒロイン党のマネージャー。
ハル
声 - 佐々木優子
夏月の祖母で、新潟に在住し米農家を営んでいる。アイドル議員となった夏月を温かく見守っている。また三日月かぐらの現役時代も知っている。
三平
声 - 原愛紗実
夏月の同郷の少年で彼女の政治活動を支える。新潟に滞在し、東京には電話で新潟の現況を夏来に情報を伝える。
大狸
声 - 中村浩太郎

## ゲーム
HarvesTより配信されているスマートフォン用ゲームアプリ。2016年10月21日サービス開始。2017年4月7日より無期限のメンテナンスのためサービスを休止したのち、復帰することなく2017年7月31日をもってサービスを終了する。
基本ダウンロード無料（アイテム課金制）、ジャンルはリズムゲーム。

## 漫画
奈月ここによるコミカライズが『電撃G'sコミック』（KADOKAWA）にて2016年9月号 より2017年10月号まで連載された。
1. 2017年2月27日発売[5]、ISBN 978-4-04-892692-8
2. 2017年11月27日発売[6]、ISBN 978-4-04-893380-3

## テレビアニメ
2017年1月から3月までTOKYO MX・BSフジほかにて放送された。放送前の2016年11月2日から12月22日まで平日に、アイドル議員たちのアニメ版の担当声優ほか、一日一ニュースが公開された。また、オープニングナレーションは立木文彦が担当している。

### スタッフ
- 監督 - 吉田大輔
- シリーズ構成 - 高山直也
- キャラクター原案 - CUTEG、Tiv、もっつん*、みことあけみ、空中幼彩、蜜桃まむ、松尾ゆきひろ
- アニメーションキャラクター原案 - Tiv
- キャラクターデザイン・総作画監督 - 石井舞
- アクション作監 - 平山貴章
- 美術監督 - 清水友幸
- 色彩設計 - 堀川佳典
- 撮影監督 - 松井伸哉
- CGディレクター - さいとうつかさ
- 編集 - 神宮司由美
- 音響監督 - えのもとたかひろ
- 音楽 - 立山秋航
- 音楽プロデューサー - 小柳路子
- 音楽制作 - MAGES.
- プロデューサー - 飯塚芙由奈、斉田秀之、安倍孝二、塩田友、伊藤幸弘、大塚学
- クリエイティブプロデューサー - 三田圭志
- アニメーション制作 - MAPPA、VOLN
- 製作 - アイドル事変製作委員会（MAGES.、クランチロールSCアニメファンド、bilibili、ドコモ・アニメストア、BSフジ）

### 主題歌
オープニングテーマ「歌え！愛の公約」
作詞・作曲 - つんく♂ / 編曲 - 大久保薫 / 歌 - SMILE♥X［星菜夏月（八島さらら）、鬼丸靜（渕上舞）、近堂幸恵（上田麗奈）、不動瑞希（Lynn）、飯塚桜子（久保ユリカ）、桃井梅（仲谷明香）、天羽くるは（吉田有里）、小水流ミカ（赤﨑千夏）、闇†林檎様（山本希望）］
第10話、第12話では劇中歌としても使用された。
エンディングテーマ「Respect」
作詞・作曲 - つんく♂ / 編曲 - 江上浩太郎 / 歌 - with［星菜夏月（八島さらら）、鬼丸靜（渕上舞）］
劇中歌
「START UP, DREAM!!」（第1話、第7話 - 第9話、第11話、第12話）
作詞 - 磯谷佳江 / 作曲 - 小野貴光 / 編曲 - 玉木千尋 / 歌 - with［星菜夏月（八島さらら）、鬼丸靜（渕上舞）］
「はっぴ〜！ Sunrise」（第2話、第4話）
作詞 - 青Yりんご / 作曲・編曲 - ミライショウ / 歌 - A.I.S［新城小夏（藏合紗恵子）、猫平小夜（照井春佳）、木谷るる（明坂聡美）］
「It's All Star☆Right彡」（第3話）
作詞 - 成沢ひかり / 作曲・編曲 - ミライショウ / 歌 - キラキラ［飯塚桜子（久保ユリカ）、鳴神五十鈴（安済知佳）、綾井しらゆき（木戸衣吹）］
「Honey Moon Cafe」（第4話）
作詞 - 磯谷佳江 / 作曲 - 小野貴光 / 編曲 - 玉木千尋 / 歌 - ハニートラップ［桃井梅（仲谷明香）、五十鈴川桜（長嶋はるか）、北仲日和（小岩井ことり）、知花モニカ（井澤詩織）］
「Green Fairy」（第5話）
作詞 - 金子麻友美 / 作曲・編曲 - 溝口雅大 / 歌 - カーバンクル［天羽くるは（吉田有里）、清水由奈（芹澤優）、雨宮唯奈（近藤唯）］
「我武者羅彡ガール」（第6話）
作詞 - 金子麻友美 / 作曲・編曲 - ミライショウ / 歌 - ミカリナ［小水流ミカ（赤﨑千夏）、光武リイナ（東山奈央）］
「煌めきのシンフォニア」（第9話）
作詞 - 磯谷佳江 / 作曲 - 小野貴光 / 編曲 - 玉木千尋 / 歌 - Cherry7［白神沙希（田村ゆかり）、高崎メイベル（植田佳奈）、向井かずみ（豊口めぐみ）、泉沢めぐ（丹下桜）］
「ときめき Full Throttle」（第12話）
作詞 - 漆野淳哉 / 作曲・編曲 - 森本貴大 / 歌 - SMILE♥X［星菜夏月（八島さらら）、鬼丸靜（渕上舞）、近堂幸恵（上田麗奈）、不動瑞希（Lynn）、飯塚桜子（久保ユリカ）、桃井梅（仲谷明香）、天羽くるは（吉田有里）、小水流ミカ（赤﨑千夏）、闇†林檎様（山本希望）］

### 各話リスト
| 話数   | サブタイトル                | 脚本     | 絵コンテ   | 演出            | 作画監督                                                                | 初放送日      |
| ------ | --------------------------- | -------- | ---------- | --------------- | ----------------------------------------------------------------------- | ------------- |
| 事変01 | 私が国会議員になっても      | 高山直也 | 吉田大輔   | 藤瀬順一        | 高橋美香                                                                | 2017年 1月8日 |
| 事変02 | 少女S                       | 高山直也 | 中山正恵   | 守泰祐          | 阿比留隆彦 渚美帆 Choi byung hee                                        | 1月15日       |
| 事変03 | Nyanway Generation          | 川嶋澄乃 | 博多正寿   | Won Chang hee   | Yu Jeong in                                                             | 1月22日       |
| 事変04 | ゆ・れ・て湘南ビーチ        | 林壮太郎 | 島崎奈々子 | 島崎奈々子      | 飯飼一幸 竹島照子                                                       | 1月29日       |
| 事変05 | 保育園天国                  | 高山直也 | 藤瀬順一   | 藤瀬順一        | 高橋美香 稲田俊子                                                       | 2月5日        |
| 事変06 | TOO SHY SHY GIRL!           | 林壮太郎 | 西村聡     | 寺澤和晃        | 阿比留隆彦                                                              | 2月12日       |
| 事変07 | 飾りじゃないのよマイクは    | 川嶋澄乃 | 中山正恵   | 守泰祐          | 勝谷遥 渚美帆                                                           | 2月19日       |
| 事変08 | MISSしてロンリネス          | 高山直也 | 矢野博之   | Won Chang hee   | Jang Hee kyu                                                            | 2月26日       |
| 事変09 | 議員服と機関銃              | 林壮太郎 | 島崎奈々子 | 島崎奈々子      | 飯飼一幸 稲田俊子 福士真由美 中野繭子                                   | 3月5日        |
| 事変10 | ダンシング・ヒロイン        | 川嶋澄乃 | 吉川博明   | 藤瀬順一        | 高橋美香                                                                | 3月12日       |
| 事変11 | MajiでLiveの5秒前           | 高山直也 | 知吹愛弓   | 寺澤和晃        | 阿比留隆彦 渚美帆                                                       | 3月19日       |
| 事変12 | なんてったってアイドル議員! | 高山直也 | 神志那弘志 | 守泰祐 吉田大輔 | 高橋美香 勝谷遥 稲田俊子 渚美帆 飯飼一幸 Choi byung hee 石井舞 吉田大輔 | 3月26日       |

### 放送局
| 放送期間                | 放送時間                     | 放送局       | 対象地域 | 備考                    |
| ----------------------- | ---------------------------- | ------------ | -------- | ----------------------- |
| 2017年1月8日 - 3月26日  | 日曜 23:30 - 月曜 0:00       | TOKYO MX     | 東京都   |                         |
|                         |                              | とちぎテレビ | 栃木県   |                         |
| 2017年1月10日 - 3月28日 | 火曜 0:00 - 0:30（月曜深夜） | BSフジ       | 日本全域 | 製作委員会参加 / BS放送 |
|                         | 火曜 1:30 - 2:00（月曜深夜） | サンテレビ   | 兵庫県   |                         |
|                         | 火曜 22:00 - 22:30           | 群馬テレビ   | 群馬県   |                         |

| 配信期間                | 配信時間             | 配信サイト                                                                |
| ----------------------- | -------------------- | ------------------------------------------------------------------------- |
| 2017年1月10日 - 3月28日 | 火曜 12:00 更新      | dアニメストア                                                             |
| 2017年1月11日 - 3月29日 | 水曜 23:00 更新      | ニコニコ動画                                                              |
|                         | 水曜 23:30 - 23:58   | ニコニコ生放送                                                            |
| 2017年1月14日 - 4月1日  | 土曜 12:00 更新      | バンダイチャンネル / フジテレビオンデマンド / GYAO! / U-NEXT / アニメ放題 |
|                         | 土曜 22：30 - 22：56 | AbemaTV 新作アニメch                                                      |

| 配信期間               | 配信時間                   | 配信サイト   | 対象地域 | 備考                     |
| ---------------------- | -------------------------- | ------------ | -------- | ------------------------ |
| 2017年1月9日 - 3月27日 | 月曜 0:00 更新（日曜深夜） | ビリビリ動画 | 中国大陸 | 中国語（簡体字）字幕あり |
|                        |                            | crunchyroll  | 欧米     |                          |

### BD / DVD
| 巻 | 発売日        | 収録話          | 規格品番   | 規格品番   |
| 巻 | 発売日        | 収録話          | BD         | DVD        |
| -- | ------------- | --------------- | ---------- | ---------- |
| 1  | 2017年3月22日 | 第1話 - 第2話   | USSW-50001 | USSW-50007 |
| 2  | 2017年4月26日 | 第3話 - 第4話   | USSW-50002 | USSW-50008 |
| 3  | 2017年5月24日 | 第5話 - 第6話   | USSW-50003 | USSW-50009 |
| 4  | 2017年6月28日 | 第7話 - 第8話   | USSW-50004 | USSW-50010 |
| 5  | 2017年7月26日 | 第9話 - 第10話  | USSW-50005 | USSW-50011 |
| 6  | 2017年8月23日 | 第11話 - 第12話 | USSW-50006 | USSW-50012 |